# Koekoekshommels
Koekoekshommels (Psithyrus) zijn een ondergeslacht van de hommels (Bombus). De groep werd voor het eerst wetenschappelijk beschreven door Lepeletier in 1832.
Ze verschillen van alle andere hommels doordat ze zelf geen nest maken, maar parasiteren op andere hommels; hierin lijken zij in zekere zin op koekoeken, een soort vogel die zijn eieren legt in de nesten van andere vogels en waarnaar deze hommels vernoemd zijn. De koekoekshommels hebben dan ook geen stuifmeelkorfjes aan de poten om stuifmeel te verzamelen.
Koekoekshommelsoorten in Nederland:
- Bombus (Psithyrus) barbutellus (Lichte koekoekshommel)
- Bombus (Psithyrus) bohemicus (Tweekleurige koekoekshommel)
- Bombus (Psithyrus) campestris (Gewone koekoekshommel)
- Bombus (Psithyrus) norvegicus (Boomkoekoekshommel)
- Bombus (Psithyrus) rupestris (Rode koekoekshommel)
- Bombus (Psithyrus) sylvestris (Vierkleurige koekoekshommel)
- Bombus (Psithyrus) vestalis (Grote koekoekshommel)